# Jacques Ladègaillerie
Jacques Ladègaillerie (* 10. ledna 1940 Sartrouville, Francie) je bývalý francouzský sportovní šermíř, který se specializoval na šerm kordem. Francii reprezentoval na konci šedesátých let a v sedmdesátých letech. Třikrát startoval na olympijských hrách. Jeho největším úspěchem je stříbrná olympijská medaile z roku 1972 v jednotlivcích. S francouzským družstev v žádném ze svých tří startů na olympijskou medaili nedosáhl.